# Ian Richardson
Ian William Richardson (Edinburgh, 7 april 1934 - Londen, 9 februari 2007) was een Schotse acteur. Richardson werd geboren in Edinburgh als de zoon van Margaret Drummond en John Richardson. Hij volgde lessen aan George Heriot's School en studeerde aan de Glasgow College of Dramatic Arts.
Hij was wellicht het meest bekend van zijn rol van de machiavellistische politicus Francis Urquhart in de miniserie House of Cards (Britse televisieserie). Diens antwoord op een vraag waar hij eigenlijk Ja op zou willen zeggen, maar dit in het openbaar niet kon doen, werd een bekende uitdrukking in Engeland: You might very well say that - I couldn't possibly comment. De serie werd een groot succes, mede omdat zij werd uitgezonden in 1990 ten tijde van de val van Urquharts voormalige partijleider uit de serie, Margaret Thatcher.
Verder was Richardson actief in het Britse toneel in de Royal Shakespeare Company en het Amerikaanse theater, in onder meer het theaterstuk van Peter Brook Marat/Sade op Broadway in 1965. Hij vertolkte hier de rol van Jean-Paul Marat, die hij ook zou vertolken in de filmversie van 1967. Verder vertolkte hij de rol van professor Henry Higgins in het stuk My Fair Lady, hij ontving voor die vertolking een Tony Award nominatie. Hij verscheen in 1981 in de Broadwayproductie van Edward Albee's stuk Lolita ,een adaptatie van het boek van Vladimir Nabokov. Hij vertolkte in de jaren 1980 de rol van Sherlock Holmes in twee BBC adaptaties van de boeken. Daarnaast vertolkte hij de rol van Mr.Warrenn in de film Brazil, geregisseerd door Terry Gilliam.
Hij heeft vele filmrollen vertolkt. Zijn bekendste rol speelde hij in de film Dark City uit 1998. Verder speelde hij onder meer de rol van Polonius in Rosencrantz & Guildenstern Are Dead. Ook vertolkte hij de rol van butler van acteur Martin Landau in de film *B*A*P*S uit 1997 met onder andere actrice Halle Berry. Ook was hij te zien als het hulpje van Cruella de Vil in de film 102 Dalmatiërs.
Richardson heeft ook de rol vertolkt van Joseph Bell, de mentor van Arthur Conan Doyle, in een BBC-tv serie. In 1989 werd hij onderscheiden met de benoeming tot Commandeur in de  Orde van het Britse Rijk.
Ian Richardson overleed onverwacht op 72-jarige leeftijd, enkele dagen voordat hij in een aflevering van de serie Midsomer Murders zou meespelen. Hij had de dag voor zijn dood nog een vergadering gehad met enkele medewerkers van de serie en had 's avonds nog rustig met zijn vrouw een gesprek gevoerd.
- Bibsys: 1019755
- Biblioteca Nacional de España: XX1307473
- Bibliothèque nationale de France: cb14220461s (data)
- Gemeinsame Normdatei: 132642549
- International Standard Name Identifier: 0000 0001 0922 2492
- Library of Congress Control Number: n80097324
- Nationale Bibliotheek van Letland: 000289664
- MusicBrainz: 57d4f906-848d-4696-a5f0-effce33889ee
- Nationale Bibliotheek van Tsjechië: pna2009482626
- Nationale Bibliotheek van Israël: 987007332457205171
- Nederlandse Thesaurus van Auteursnamen: 074552775
- SNAC: w64475m7
- Système universitaire de documentation: 118223089
- Virtual International Authority File: 87077129
- WorldCat: E39PBJjxp6jfB99Fk6PpTX6VG3